# Dionigi Bussola

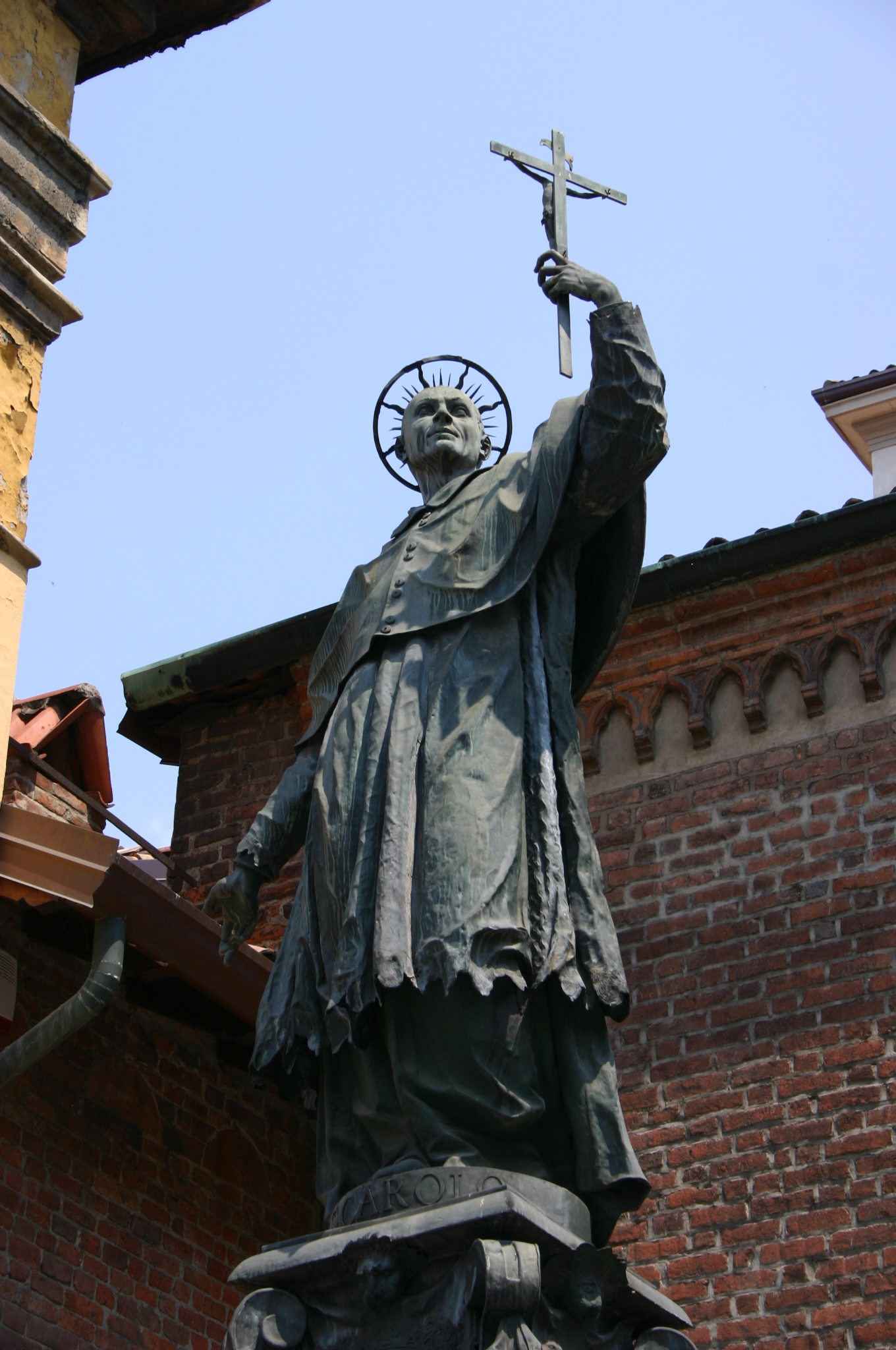
Dionigi Bussola, Monumento a San Carlo Borromeo a Milano.

Dionigi o Dionisio Bussola (Lombardia, 1615 – Milano, 15 settembre 1687) è stato un artista, pittore e scultore italiano.

## Biografia
Operò principalmente in Lombardia dove probabilmente nacque nel 1615. La sua formazione artistica avvenne a Roma dove soggiornò per un lungo periodo: là studiò presso l'Accademia di S. Luca ed apprese i segreti del mestiere da Ercole Ferrata. Al suo ritorno Milano, continuò la sua attività sino a quando, nel 1645, divenne statuario e nel 1658 Protostatuario della Veneranda Fabbrica del Duomo di Milano.
Qualche anno prima, nel 1653 nasceva, sempre a Milano suo figlio Cesare che seguirà le orme di suo padre divenendo anch'egli scultore e pittore.
Tra le opere che si conservano di quest'autore presso il duomo di Milano, è opportuno ricordare le state di San Martino e Sant'Andrea oltre che la volta della cappella della Madonna dell'Albero.
Da Milano si spostò, senza mai lasciare definitivamente la fabbrica milanese, per operare nel Santuario di Saronno, nella Certosa di Pavia, per la quale scolpì bassorilievi raffiguranti la Nascita di Cristo e la Strage degli Innocenti e nei Sacri Monti di Orta, Varallo, Varese e Domodossola.

### La sua opera per i Sacri Monti
L'opera di questo artista raggiunse risultati strabilianti proprio durante il periodo in cui lavorò presso i Sacri Monti lasciando dietro di sé un patrimonio artistico di grande valore.
Presso il Sacro Monte di Varallo si occupò di plasmare le figure del Paradiso nella cupola della Assunta.

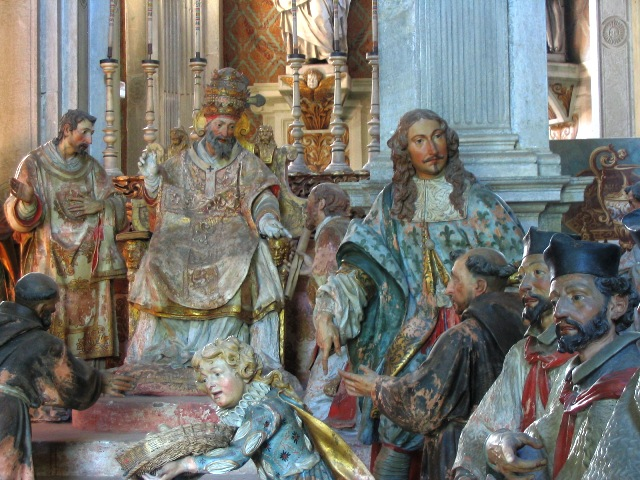
Un gruppo statuario al Sacro Monte d'Orta

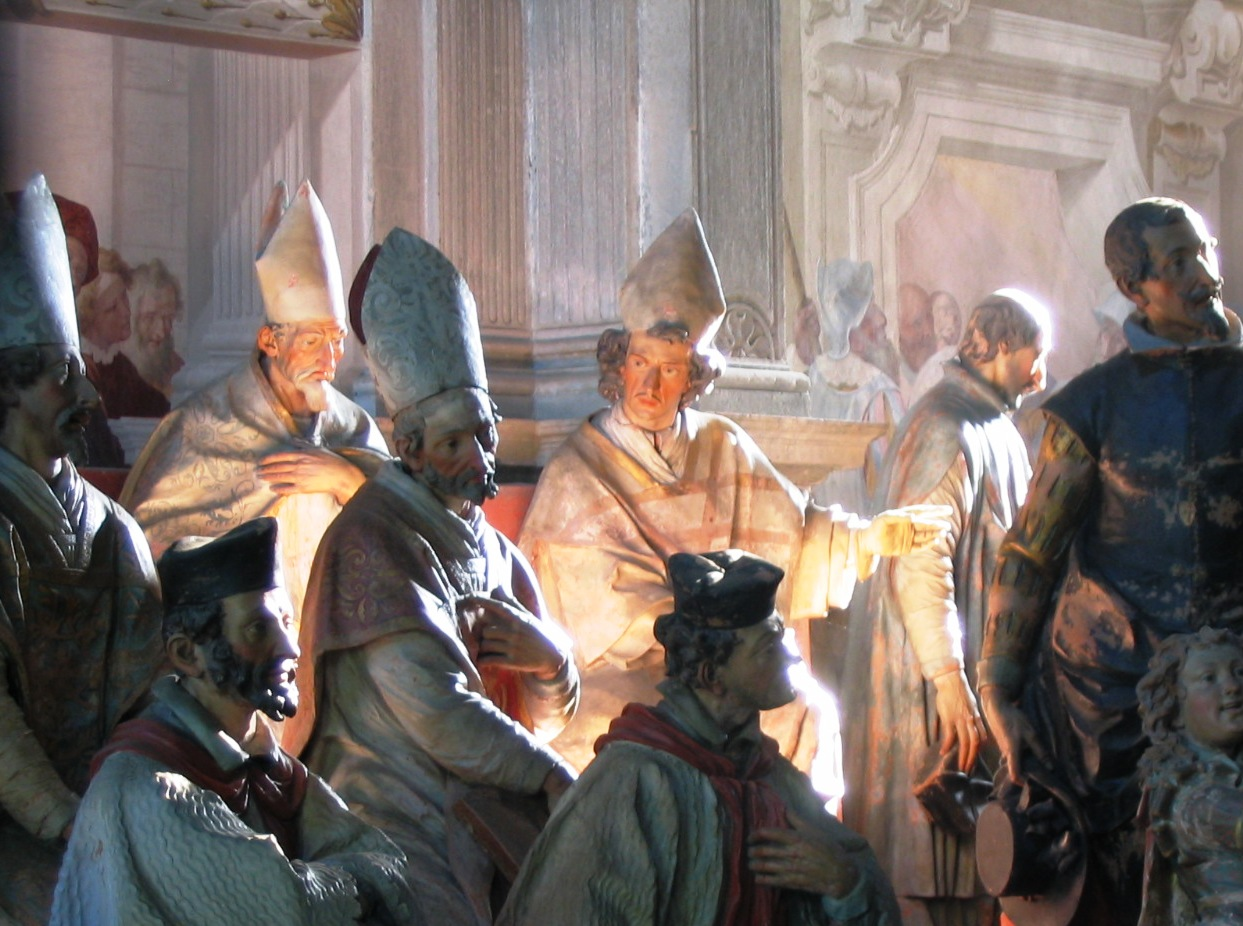
Gruppo di cardinali

Per quanto riguarda il periodo passato a Domodossola fu invitato da Giovanni Matteo Capis, promotore della costruzione del Sacro Monte Calvario, dietro suggerimento del pittore craveggese Carlo Mellerio, e nelle cappelle del Sacro Monte lavorò dal 1660 circa fin verso il 1684 eseguendo moltissime statue: 
- il complesso del "Cristo morto" nella XIV stazione,
- il "Cristo spirante sulla Croce" con le figure che lo attorniano nella XII cappella,
- il gruppo della "Deposizione" nella XIII cappella,
- "l'incontro di Gesù con la madre" nella IV cappella,
- "Gesù caricato della croce" nella II cappella,
- alcune statue della cappella del "Paradiso",
- "Il Cristo risorto" e le statue dei Profeti nel Santuario,
- "L'Angelo annunciante" e "La Vergine" nella Santa Casa di Loreto.

Al Sacro Monte sopra Varese eseguì il gruppo della Crocefissione per la decima Cappella.
La testimonianza più grande è stata lasciata al Sacro Monte di Orta dove le statue in terracotta modellate dall'artista, superano il centinaio; soltanto nella cappella XX se ne contano 51.